# Justyna Sikorska
Justyna Anna Sikorska (ur. 1982) – specjalistka z zakresu marketingu i zarządzania oraz z zakresu ochrony danych osobowych, instruktorka harcerska w stopniu harcmistrzyni, zastępczyni Naczelnika ZHP w latach 2017-2021.
Absolwentka Wydziału Zarządzania Uniwersytetu Gdańskiego (kierunek marketing i zarządzanie) oraz studiów z zakresu kierowania rozwojem, doradztwa zawodowego i coachingu w Szkole Głównej Handlowej w Warszawie. 
W ZHP działa od 1995 roku, związana z Hufcem ZHP Gdańsk-Śródmieście. Była zastępową, przyboczną i drużynową 70 Gdańskiej Drużynie Harcerskiej „Czarne Dęby” im. Zawiszy Czarnego, założyła i prowadziła 71 Gdańską Drużynę Harcerską „Leśny Szlak” im. Olgi Drahonowskiej-Małkowskiej, była też zastępczynią komendanta Szczepu „Knieja”.
W 2011–2012 członkini zarządu Polskiej Rady Organizacji Młodzieżowych.
Pełniła liczne funkcje w zespołach Głównej Kwatery ZHP: była szefową Biura GK ZHP (2011–2017), kierowniczką wydziału organizacyjnego, kierowniczką zespołu ds. ewaluacji Strategii Rozwoju ZHP na lata 2012-2017 i członkinią zespołu ds. opcji zero. Współtwórczyni i kierowniczka Harcerskiego Instytutu Badawczego ZHP. 
W latach 2013-2017 członkini Głównej Kwatery ZHP, 2017-2021 zastępczyni Naczelnika ZHP. 
W latach 2012-2015 współorganizatorka i członkini komendy kolejnych edycji Rajdu Grunwaldzkiego, w 2015 jego komendantka. Współtwórczyni Programowego Ruchu Odkrywców, komendantka pierwszego Rajdu Odkrywców w 2016. 
Odznaczona Brązowym Krzyżem Zasługi (2017) i Srebrnym Krzyżem „Za Zasługi dla ZHP”.
Pracuje jako specjalistka ds. ochrony danych. Ma męża i córkę.